# Diporodemus
Diporodemus ist eine Gattung der Landplanarien, die auf den amerikanischen Kontinenten gefunden wurde.

## Merkmale
Individuen der Gattung Diporodemus haben einen Kopulationsapparat mit einer großen Bursa copulatrix, die durch einen Kanal, dem sogenannten Beauchamp's canal, mit der Vagina verbunden ist. Die Bursa öffnet sich zudem über einen Kanal und eine Öffnung hinter der Gonopore, der eigentlichen Geschlechtsöffnung, nach außen hin.

## Arten
Der Gattung Diporodemus gehören folgende Arten an:
- Diporodemus hymanae E. M. Froehlich & C. G. Froehlich, 1972
- Diporodemus indigenus Hyman, 1943
- Diporodemus merridithae Glasgow, 2013[3]
- Diporodemus plenus Hyman, 1941
- Diporodemus yucatani Hyman, 1938